# Hiệu quả chọn lọc
Hiệu quả chọn lọc (tiếng Anh: Selection response), là một tham số thường dùng trong chọn lọc giống cây trồng, vật nuôi; chỉ sự chênh lệch giữa giá trị kiểu hình trung bình của đời con sinh ra từ những bố mẹ được chọn lọc so với giá trị kiểu hình trung bình của toàn bộ thế hệ bố mẹ.
Hiệu quả chọn lọc (ký hiệu R) của một tính trạng được xác định bằng tích của hệ số di truyền (h2) với ly sai chọn lọc (S) của tính trạng đó: R= h2 x S.
Ly sai chọn lọc của tính trạng phụ thuộc vào tỷ lệ các bố mẹ được chọn lọc so với tổng số bố mẹ và độ lệch tiêu chuẩn kiểu hình của tính trạng chọn lọc (ϭp). Vì vậy, hiệu quả chọn lọc của một tính trạng còn được xác định bằng tích của hệ số di truyền (h2) với cường độ chọn lọc (i) và độ lệch tiêu chuẩn kiểu hình (ϭp) của tính trạng đó: R= h2.i.ϭp.
Hiệu quả chọn lọc phụ thuộc vào: hệ số di truyền, quy mô đàn (quần thể), cường độ chọn lọc, tỷ lệ chọn cá thể làm giống...